# Меккелів хрящ

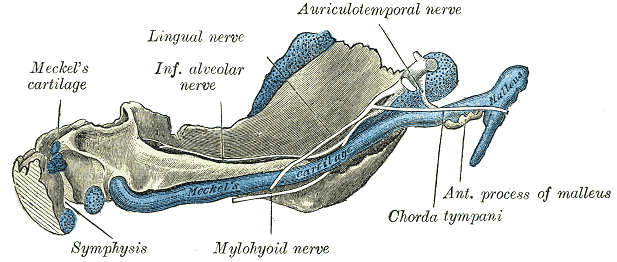
Розташування меккелевого хряща, «Анатомія Грея»

Меккелів хрящ (лат. cartilago arcus pharyngei primi) — первинна нижня щелепа у щелепноротих тварин, включаючи людину. Названий на честь Йоганна Меккеля, який відкрив цей хрящ в 1820 році. Це нижній відділ першої вісцеральної дуги . Частина хряща у людини, як і у інших ссавців, редукована і збереглася лише в ембріонів, а частина, яка у нижчих хребетних утворює зчленівну і квадратну кістки, у ссавців стала слуховими кісткочками — молоточком і ковадлом. У всіх риб крім хрящових, а також у наземних тварин хрящ покритий покривними кістками, а також може і сам костеніти, як частково, так і повністю; скостенілий задній відділ хряща — зчленівна кістка, з'єднується щелепним суглобом з квадратною кісткою.